# Park im. Stanisława Kanikowskiego w Przeźmierowie
Park Stanisława Kanikowskiego − park zlokalizowany na terenie podpoznańskiego Przeźmierowa, przy ulicy Rynkowej w pobliżu skrzyżowania z ulicą Południową, na tyłach dochodzi do skrzyżowania ulic Kościelnej i Folwarcznej. W rejonie parku znajduje się Przedszkole "Leśne Skrzaty".

## Charakterystyka
Tereny parkowe zostały zrewitalizowane w początkach XXI w. z inicjatywy Gminy Tarnowo Podgórne. W roku 2015 zaś ów park przeszedł gruntowną rewitalizację, z którą wiązała się z masowa wycinką drzew (głównie topól). W jego obrębie znajduje się zespół fontann, mini golf, plac zabaw dla dzieci, siłownia, wybieg dla psów, altana, stoły do ping ponga i szachów. Teren parku jest oświetlony. W parku odbywają się warsztaty jogi, ZUMBA, koncerty, festyny osiedlowe i gminne organizowane przez Gminny Ośrodek Kultury "SEZAM".
Nadanie parkowi imienia Stanisława Kanikowskiego nastąpiło uchwałą Rady Gminy z dnia 30 września 2003 roku (Nr XIX/121/2003).
Patron parku, Stanisław Kanikowski (1914-1999) był lokalnym działaczem społecznym i gospodarczym. Po zakończeniu wojny czynnie włączył się w budowę życia społeczno-kulturalnego na osiedlu.  W pierwszej połowie lat 50. uczestniczył w tzw. Komitecie Urządzania Osiedla. Do największych zasług społecznika należy przekonanie ówczesnej władzy do zlokalizowania w Przeźmierowie ośrodka władzy terytorialnej - Gromadzkiej Rady Narodowej, zwiększenie dostępności komunikacji publicznej dla mieszkańców wsi, opracowanie planu odwodnienia południowo-wschodniej części miejscowości (w tym m.in. terenu dzisiejszego parku), a także przewodnictwo Społecznemu Komitetowi Budowy Domu Kultury w Przeźmierowie, którego działalność została zakończona sukcesem.